# ステラ・ニッケル
ステラ・モーディン・ニッケル (英: Stella Maudine Nickell、1943年8月7日 - ) は、アメリカ合衆国の殺人犯。
市販薬であるエキセドリンのカプセルにシアン化物を混入して、自身の夫を毒殺し、無関係の女性1名を死に至らしめた。1988年5月に有罪となり、90年間の懲役の判決を受けた。1982年のシカゴ・タイレノール殺人事件の後に制定された連邦毒物混入法の下で、最初に有罪となり、懲役刑を受けた人物でもある。

## 事件前
ステラ・ニッケルの出生名はステラ・モーディン・スティーブンソン (英: Stella Maudine Stephenson) であり、オレゴン州コルトンで生まれた。貧しい生活の中で育った。16歳までに妊娠を経験し、最初の娘が産まれた。その後、南カリフォルニアに移って結婚し、再び娘が産まれた。それ以降、様々な法律上の問題を起こした。1968年に詐欺罪で有罪となった。翌年に最初の娘をカーテンロッドで殴打するという事件を起こして告発された。1971年には偽造で有罪となった。詐欺罪で6ヶ月間服役し、児童虐待を犯したことからカウンセリングを受けるように命じられた。
1974年にブルース・ニッケル (英: Bruce Nickell) と出会った。ブルースは重機の操作員であり、飲酒癖があった。2人は1976年に結婚した。10年間の結婚生活の最中、ブルースは禁酒のための治療を受け、酒を飲まなくなった。ステラはそれを快く思っていなかったという。ブルースが禁酒したために、ステラはバーへ行く機会が減った。ステラはシアトル・タコマ国際空港の保安検査の仕事で夜のシフトを望むようになり、趣味で魚の飼育を始めた。

## 中毒死事件
1986年当時、ニッケル夫妻はワシントン州オーバーンに住んでいた。6月5日、ブルース (当時52歳) は仕事を終え、頭痛を抱えつつ帰宅した。ステラによると、ブルースは頭痛を抑えるため、瓶からエキセドリンのカプセルを4錠取り出して服用した。そして、その数分後に倒れたという。それからまもなく、ブルースはハーバービュー・メディカル・センターで治療の甲斐なく死亡した。当初、ブルースの死は自然死と判断された。担当の医師たちは気腫が原因だろうと見なした。
6月11日、オーバーンの銀行の支店長であるスー・スノー (英: Sue Snow、当時40歳) は早朝に頭痛に悩まされ、エキセドリンのカプセルを2錠服用した。スノーの夫も関節炎のため、同じ瓶からカプセルを2錠取り出して服用し、仕事に行った。午前6時30分、スノーの15歳の娘は、スノーが洗面所の床に倒れているところを発見した。意識を失っており、脈拍は微弱だった。救急車が呼ばれ、スノーはハーバービュー・メディカル・センターへ移送された。しかし、その日のうちに意識を取り戻すことなく死亡した。ブルースの死から1週間足らずでエキセドリンの服用による新たな死亡者が出たことから、当局はブルースの死因を再考する必要に迫られた。

## 捜査

### 初期捜査
スノーの検死の際、検視官助手のジャネット・ミラー (英: Janet Miller) はビターアーモンドのような臭いを感じ取った。シアン化物特有のものである。検査により、スノーは急性シアン化物中毒で死亡したことが確認された。捜査官たちはスノーの自宅を調査し、シアン化物の出所を発見した。朝にスノーが服用したエキセドリンのカプセルである。60錠入りの瓶の中に残ったカプセルのうちの3錠にシアン化物が混入していた。
シアン化物を用いた殺人事件にワシントン州は大騒ぎとなった。近隣のケントの食料雑貨店で、同じロットの瓶から毒物が混入したものが新たに発見され、エキセドリンの製造会社であるブリストル・マイヤーズは、シアトルで販売されたエキセドリンの全製品をリコールした。製薬会社は共同で犯人の捕縛に対して30万ドルの報奨金を出した。
6月19日、事件が人々に周知されると、ステラは警察に対し、スノーが服用したものと同じロット番号の40錠入りのエキセドリンの瓶を購入したことがあり、夫がその瓶からカプセルを取り出して服用してからまもなく死亡したことを報告した。食品医薬品局が検査したところ、ブルースの遺体や、ステラが警察に渡したエキセドリンの瓶2本に、シアン化物が存在することが確認された。
最初に疑いの目が向けられたのはエキセドリンの製造元であるブリストル・マイヤーズだった。スノーの夫とステラはブリストル・マイヤーズに対して不法死亡訴訟を起こした。食品医薬品局は、毒物が混入したロットの包装が行われたノースカロライナ州モリスビルの工場を検査した。しかし、ワシントン州で販売されたエキセドリンに毒物が混入した理由を説明できるようなシアン化物の痕跡は見つからなかった。6月18日、ブリストル・マイヤーズは合衆国中のエキセドリンのリコールを実施した。店の棚からエキセドリンを撤去し、消費者に対して購入済みのエキセドリンの服用をしないように警告した。2日後、同社は処方箋無しで購入可能なカプセル剤すべてのリコールを宣言した。6月24日、スノーが毒入りのエキセドリンを購入したのと同じ店で、シアン化物が混入されたアナシン-3 (鎮痛剤) が発見された。6月27日、ワシントン州は処方箋無しで購入可能なカプセル剤の販売を90日間禁止した。
毒物が混入したカプセルを連邦捜査局 (FBI) の犯罪研究所が調査したところ、カプセルにはシアン化物の粉末だけでなく、緑色の微小片も含まれていた。さらに調査を進めたところ、緑色の物質は家庭の水槽に用いるアルジサイド (藻類を駆除するための薬剤) であると判明した。「アルジーデストロイヤー」(英: Algae Destroyer) という銘柄で販売されていたものである。

### 捜査対象の変更
製造元でエキセドリンに毒物が混入された可能性は否定された。捜査官たちは製品の最終消費者に捜査の焦点を集めるようになった。FBIは出荷後の製品への毒物混入の可能性を調べ始めた。当時、エキセドリンはプラスチック製の瓶に入れられており、瓶の口は金属の箔で封じられ、蓋はプラスチックの包装で保護されていた。
毒物が混入された瓶は封が不完全で、パッケージは糊付けし直されていた。
スノーの夫とステラの2人はポリグラフ検査を受けるように求められた。スノーの夫は応じたが、ステラは拒否した。ステラの代理の弁護士は記者たちに、ステラはあまりに動揺しているためポリグラフ検査を受けられないと説明した。捜査官たちは、ステラが2本の毒入りのエキセドリンの瓶は別の時期に別の場所で購入したと主張したことを突き止め、ステラを疑うようになった。郡全体で毒物が混入された瓶が合計5本発見された。ステラが5本のうちの2本を全くの偶然に入手したのは不自然であると見なされた。
刑事たちはステラが犯人であることを示すさらなる状況証拠を発見した。ステラは夫に対して生命保険をかけていた。その額は約7万6千ドルと巨額だった。事故死した場合はさらに10万ドルが支払われることになっていた。また、スノーが死亡する前でさえ、ステラは医師たちがブルースは自然死したと判断したことに度々反論していた。FBIがさらに捜査を進めたところ、少なくとも2つの保険証書でのブルースの署名は偽造されたものであると判明した。捜査官たちは、ステラは地元の店でアルジサイドを購入していたことも突き止めた。カプセルにシアン化物と一緒に混入していたものと同じ銘柄だった。シアン化物とアルジサイドを同じ容器を用いて粉末にしたと推測された。容器を洗わずに使い回したようである。
1986年11月、ついにステラはポリグラフ検査を受けることを承諾した。ステラは検査をパスしなかった。捜査官たちはステラに対する疑いをいっそう強めた。しかし、ステラがシアン化物を購入または使用したということを示す確固たる証拠は無かった。捜査官たちは、保険金殺人を隠蔽するため、もしくは、夫の死を事故によるものと見せかけてより多額の保険金を得るために、ステラが市販薬に毒物を混入したと、比較的に確信していたが、逮捕に至るまでの根拠を用意できなかった。

### 解決
1987年1月、ステラの最初の娘が情報提供のために警察に接近した。ステラの娘によれば、ステラは度々、ブルースは禁酒してから詰まらない男になったから、死んでしまえばいいと自分に言ってきたという。ステラは以前にカプセルの中にジギタリスという毒草を仕込んでブルースを毒殺しようとしたことさえあると述べた。毒殺の試みが失敗すると、ステラは図書館で別の方法を調べ始め、シアン化物での毒殺に行き着いた。ブルースが死んだときに手に入る保険金で自分たちは何ができるかというような話もしたとのことである。
オーバーン公立図書館に記録の提出を命じたところ、ステラはHuman Poisonings from Native and Cultivated PlantsやDeadly Harvestといった毒物に関する数多くの書籍を読んでいたことが判明した。前者の書籍については返却期限を超過しているという記録が残っていた。借りたきりで返却しなかったようだ。このとき、FBIはステラが読んだ数多くの書籍のシアン化物についてのページにステラの指紋が残っているのを確認した。1987年夏までに、ステラの弁護人でさえもステラがこの事件の重要被疑者であることを認めた。

## 逮捕・裁判
1987年12月9日、ステラは大陪審に5件の毒物混入で起訴され、同日に逮捕された。1988年4月、ステラは裁判に出廷した。陪審の5日間にわたる審議の後、5月9日に全件で有罪となった。弁護側は陪審員への干渉や裁判官の違法行為を根拠に無効審理を訴えた。陪審員の1人がペパリッジファームの金魚クラッカーに丸薬が混入した事件の提訴人だった。この事件は製造上の失敗とされたが、弁護側は毒物混入と関連するため、陪審員選出の際に公表すべきだったと考えた。しかし、この申立は却下された。ステラはブルースとスノーの殺害で2度の90年間の懲役、他の毒物混入で3度の10年間の懲役を言い渡された。これらの判決は同時に下された。裁判官はステラに少額の罰金を命じ、残りの資産は被害者家族の救済のために没収された。
2019年4月現在、ステラはカリフォルニア州ダブリンにある女性専用の連邦刑務所に収監されている。釈放日は2040年7月10日と定められている。仮釈放公聴日は提示されていない。

## 上訴とその後の申立
ステラは裁判後も自身の潔白を主張し続けた。陪審員への干渉や裁判官の違法行為を根拠に控訴したが、1989年8月、アメリカ合衆国第9巡回区控訴裁判所により棄却された。2度目の上訴は2001年に開始された。上訴したのはステラの新しい弁護人であるカール・パーク・コルバート (英: Carl Park Colbert) であり、探偵のアル・ファー (英: Al Farr) とポール・ショーリノー (英: Paul Ciolino) が見つけた証拠に基づいていた。FBIが弁護側に文書を隠蔽した可能性があるというものである。この新しい証拠を元に裁判を改めて開くことを求めた。この上訴は棄却されたが、ステラと弁護側はステラは無罪であるという主張を曲げなかった。ステラは、自身の最初の娘が報奨金の30万ドルを入手するために、母親が事件に関与しているという虚偽の報告をしたと主張した。ステラの娘は最終的に報奨金のうちの25万ドルを獲得している。ステラは真犯人は別人であることを示す証拠があると主張しているほか、事件に関する他の様々な証言の存在 (店主による、ステラがアルジサイドを購入したという証言など) は報奨金を支払うことを約束されて誘導されたためであるとも主張している。

## 食品医薬品局による規制
1982年のシカゴ・タイレノール殺人事件の後、新しい食品医薬品局による規制が施行され、製品への毒物混入が単なる州犯罪や地方犯罪ではなく連邦犯罪として扱われるようになった。ただし、地方当局や州当局も毒物混入の告発ができないわけではない。この制度の下で、ステラの犯行は州の殺人としてだけでなく、連邦の毒物混入として起訴が可能となった。ステラは殺人の罪状で有罪にはなっておらず、毒物混入で有罪となった。ブルースとスノーの殺害で州により起訴される可能性が残っている。

## メディアでの扱い
シアトルの著述家グレッグ・オルセン (英: Gregg Olsen) は1993年の著書Bitter Almonds: The True Story of Mothers, Daughters and the Seattle Cyanide Murdersでステラの事件を扱った。テレビシリーズのAutopsyやForensic Files、The New Detectives、Mysteries at the Museum、Snappedでも特集されたほか、Deadly Womenでは2つのエピソードで扱われた。2010年に出版されたジョディ・ピコーの小説House Rulesでも論じられた。Casefile True Crime Podcastというポッドキャストの放送でも2018年8月の93番目のエピソードで特集された。テレビドラマ『ザ・プロテクター/狙われる証人たち』でも言及された。
2000年にテレビ映画Who Killed Sue Snow?というステラの事件を扱った作品がUSAネットワークで放映される予定だったが、製作が始まる直前に取り止めとなった。その1つの要因は広告主からの強い反対があったためであり、広告主には鎮痛剤であるタイレノールのブランドを保有するジョンソン・エンド・ジョンソンが含まれていた。タイレノールは1982年のシカゴの事件で影響を受けた。また、USAネットワークの幹部が模倣犯の出現を恐れたためでもあった。この映画はジェフリー・ライナーが監督を担当し、ケイティ・セーガルがステラ役で主演となる予定だった。